# Sveriges herrlandskamper i ishockey 2010
Sveriges herrlandskamper i ishockey 2010

## 2010

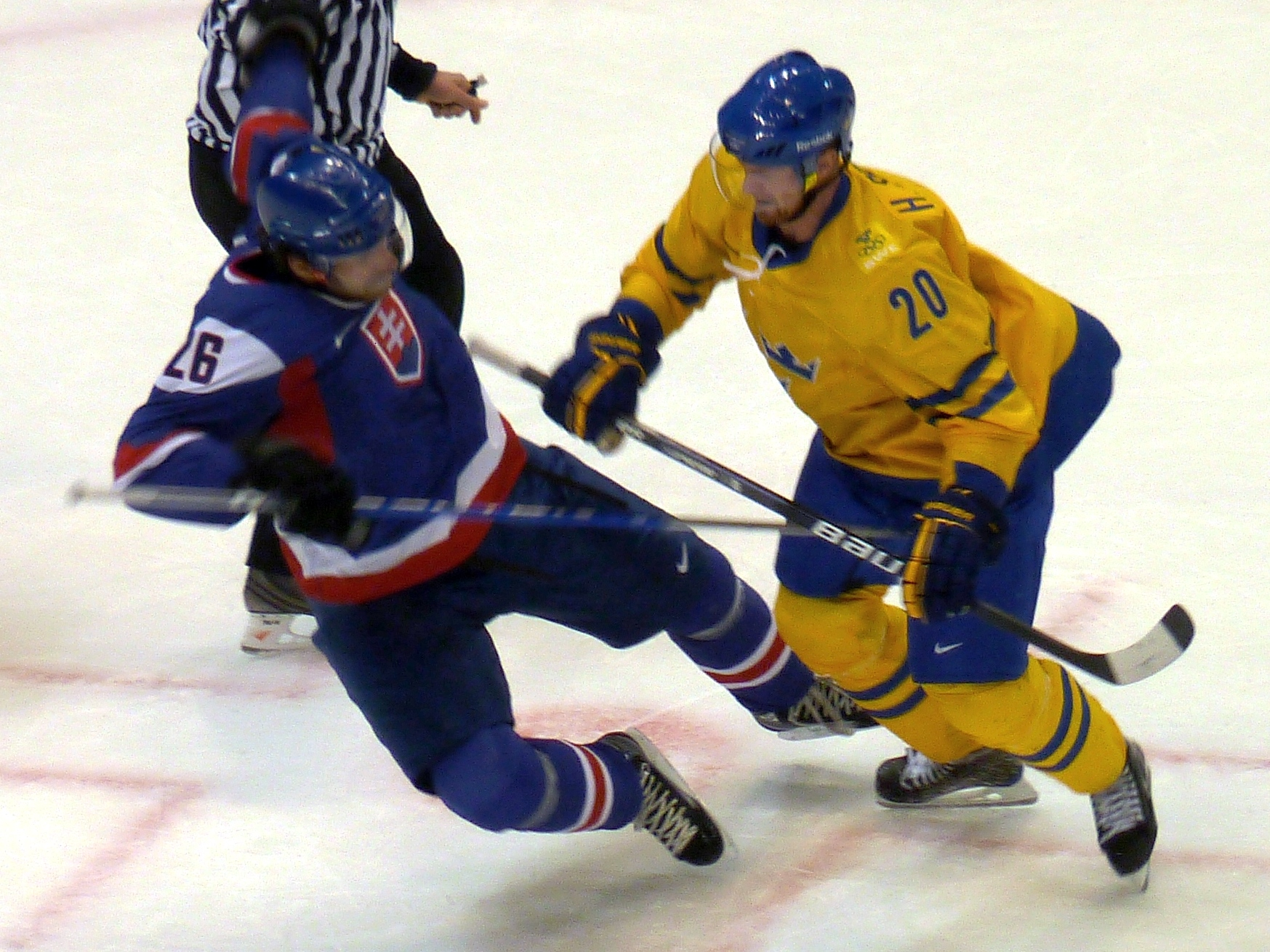
Slovakien ger Sverige respass i kvartsfinalen vid den olympiska turneringen 2010 i Vancouver genom att vinna med 4-3.

| Datum       | Spelplats                      |             |           | Resultat            | Typ av match            |
| ----------- | ------------------------------ | ----------- | --------- | ------------------- | ----------------------- |
| 17 februari | Canada Hockey Place, Vancouver | Sverige     | Tyskland  | 2 – 0               | OS 2010                 |
| 19 februari | Canada Hockey Place, Vancouver | Vitryssland | Sverige   | 2 – 4               | OS 2010                 |
| 21 februari | Canada Hockey Place, Vancouver | Sverige     | Finland   | 3 – 0               | OS 2010                 |
| 24 februari | Canada Hockey Place, Vancouver | Sverige     | Slovakien | 3 – 4               | KF OS 2010              |
| 14 april    | Arosa                          | Schweiz     | Sverige   | 4 – 4 4 - 5 ef.str  | Träningsmatch           |
| 16 april    | Winterthur                     | Schweiz     | Sverige   | 0 – 4               | Träningsmatch           |
| 29 april    | Globen, Stockholm              | Tjeckien    | Sverige   | 1 – 1 2 - 1 ef.str. | LG Hockey Games 2010    |
| 1 maj       | Globen, Stockholm              | Sverige     | Ryssland  | 2 – 4               | LG Hockey Games 2010    |
| 2 maj       | Globen, Stockholm              | Sverige     | Finland   | 3 – 2               | LG Hockey Games 2010    |
| 5 maj       | Lindab Arena, Ängelholm        | Sverige     | Danmark   | 10 – 3              | Träningsmatch           |
| 9 maj       | SAP-Arena, Mannheim            | Norge       | Sverige   | 2 – 5               | VM 2010                 |
| 11 maj      | SAP-Arena, Mannheim            | Sverige     | Frankrike | 3 – 2               | VM 2010                 |
| 13 maj      | SAP-Arena, Mannheim            | Sverige     | Tjeckien  | 1 – 2               | VM 2010                 |
| 14 maj      | SAP-Arena, Mannheim            | Sverige     | Lettland  | 4 – 2               | VM 2010                 |
| 16 maj      | SAP-Arena, Mannheim            | Sverige     | Kanada    | 3 – 1               | VM 2010                 |
| 18 maj      | SAP-Arena, Mannheim            | Schweiz     | Sverige   | 0 – 5               | VM 2010                 |
| 20 maj      | SAP-Arena, Mannheim            | Sverige     | Danmark   | 4 – 2               | KF VM 2010              |
| 22 maj      | Lanxess Arena, Köln            | Tjeckien    | Sverige   | 2 – 2 3 - 2 ef.str. | SF VM 2010              |
| 23 maj      | Lanxess Arena, Köln            | Sverige     | Tyskland  | 3 – 1               | Brons VM 2010           |
| 11 november | Budvar Arena, České Budějovice | Tjeckien    | Sverige   | 3 – 4               | Karjala Tournament 2010 |
| 13 november | Hartwall Arena, Helsingfors    | Sverige     | Ryssland  | 3 – 2               | Karjala Tournament 2010 |
| 14 november | Hartwall Arena, Helsingfors    | Finland     | Sverige   | 4 – 1               | Karjala Tournament 2010 |
| 16 december | Chodynka Arena, Moskva         | Sverige     | Ryssland  | 3 – 5               | Channel One Cup 2010    |
| 18 december | Chodynka Arena, Moskva         | Finland     | Sverige   | 1 – 6               | Channel One Cup 2010    |
| 19 december | Chodynka Arena, Moskva         | Tjeckien    | Sverige   | 4 – 1               | Channel One Cup 2010    |